# Kritische Studien zur Geschichtswissenschaft/Titel
Die folgende Tabelle enthält die Titel, die in der Buchreihe Kritische Studien zur Geschichtswissenschaft im Verlag Vandenhoeck & Ruprecht veröffentlicht wurden.
Erklärungen:
Digitalisat: Es wird ein Digitalisat des Services Digi20 der Bayerischen Staatsbibliothek (BSB) angegeben.
Bemerkungen: Bei Qualifikationsarbeiten werden Dissertation bzw. Habilitationsschrift, die Hochschule und das Jahr angegeben. Bei abweichendem Titel wird dieser ebenfalls genannt.
| Band | Autor                                                  | Titel | Jahr | ISBN Digitalisat                    | Bemerkungen |
| ---- | ------------------------------------------------------ | --- | ---- | ----------------------------------- | --- |
| 1    | Wolfram Fischer                                        | Wirtschaft und Gesellschaft im Zeitalter der Industrialisierung. Aufsätze, Studien, Vorträge. | 1972 | ISBN 978-3-525-35951-8 BSB 00048869 | |
| 2    | Wolfgang Kreutzberger                                  | Studenten und Politik 1918–1933. Der Fall Freiburg i. Br. | 1972 | ISBN 978-3-525-35952-5 BSB 00050568 | Dissertation. Universität Freiburg i. Br. 1970 |
| 3    | Hans Rosenberg                                         | Politische Denkströmungen im deutschen Vormärz. | 1972 | ISBN 978-3-525-35935-8 BSB 00050569 | |
| 4    | Rolf Engelsing                                         | Zur Sozialgeschichte deutscher Mittel- und Unterschichten. | 1973 | ISBN 978-3-525-35954-9 BSB 00048604 | |
| 5    | Hans Medick                                            | Naturzustand und Naturgeschichte der bürgerlichen Gesellschaft. Die Ursprünge der bürgerlichen Sozialtheorie als Geschichtsphilosophie und Sozialwissenschaft bei Samuel Pufendorf, John Locke und Adam Smith.  | 1973 | ISBN 978-3-525-35955-6              | Dissertation. Universität Erlangen 1971 |
| 6    | Heinrich August Winkler (Hrsg.)                        | Die große Krise in Amerika. Vergleichende Studien zur politischen Sozialgeschichte 1929–1939. | 1973 | ISBN 978-3-525-35957-0 BSB 00049098 | |
| 7    | Helmut Berding                                         | Napoleonische Herrschafts- und Gesellschaftspolitik im Königreich Westfalen 1807–1813. | 1973 | ISBN 3-325-35958-6 BSB 00049097     | Habilitationsschrift. Universität Köln 1972 |
| 8    | Jürgen Kocka                                           | Klassengesellschaft im Krieg. Deutsche Sozialgeschichte 1914–1918. | 1973 | ISBN 978-3-525-35959-4 BSB 00048636 | |
| 9    | Heinrich August Winkler (Hrsg.)                        | Organisierter Kapitalismus. Voraussetzungen und Anfänge. | 1974 | ISBN 978-3-525-35960-0 BSB 00057007 | |
| 10   | Hans-Ulrich Wehler                                     | Der Aufstieg des amerikanischen Imperialismus. Studien zur Entwicklung des Imperium Americanum 1865–1900. | 1974 | ISBN 978-3-525-35736-1              | |
| 11   | Hans-Ulrich Wehler (Hrsg.)                             | Sozialgeschichte Heute. | 1974 | ISBN 978-3-525-35962-4 BSB 00048635 | Festschrift für Hans Rosenberg zum 70. Geburtstag |
| 12   | Wolfgang Köllmann                                      | Bevölkerung in der industriellen Revolution. Studien zur Bevölkerungsgeschichte Deutschlands. | 1974 | ISBN 978-3-525-35963-1 BSB 00048890 | |
| 13   | Elisabeth Fehrenbach                                   | Traditionale Gesellschaft und revolutionäres Recht. Die Einführung des Code Napoléon in den Rheinbundstaaten.                                                                                                   | 1975 | ISBN 978-3-525-35964-8              | Dissertation. Universität Gießen 1973 |
| 14   | Ulrich Kluge                                           | Soldatenräte und Revolution. Studien zur Militärpolitik in Deutschland 1918/19. | 1975 | ISBN 978-3-525-35965-5 BSB 00049095 | Dissertation. Freie Universität Berlin 1972 (Teildruck) |
| 15   | Reinhard Rürup                                         | Emanzipation und Antisemitismus. Studien zur „Judenfrage“ der bürgerlichen Gesellschaft. | 1975 | ISBN 978-3-525-35966-2 BSB 00052480 | |
| 16   | Hans-Jürgen Puhle                                      | Politische Agrarbewegungen in kapitalistischen Industriegesellschaften. Deutschland, USA und Frankreich im 20. Jahrhundert.                                                                                     | 1975 | ISBN 978-3-525-35967-9 BSB 00050347 | Habilitationsschrift. Universität Münster 1974 |
| 17   | Siegfried Mielke                                       | Der Hansa-Bund für Gewerbe, Handel und Industrie 1909–1914. Der gescheiterte Versuch einer antifeudalen Sammlungspolitik.                                                                                       | 1976 | ISBN 978-3-525-35968-6 BSB 00052460 | Dissertation. Freie Universität Berlin 1972 |
| 18   | Thomas Nipperdey                                       | Gesellschaft, Kultur, Theorie. Gesammelte Aufsätze zur neueren Geschichte. | 1976 | ISBN 978-3-525-35969-3              | |
| 19   | Hans Heinrich Gerth                                    | Bürgerliche Intelligenz um 1800. Zur Soziologie des deutschen Frühliberalismus. | 1976 | ISBN 978-3-525-35970-9 BSB 00052463 | Dissertation. Universität Frankfurt am Main 1935 (Die sozialgeschichtliche Lage der bürgerlichen Intelligenz um die Wende des 18. Jahrhunderts. Ein Beitrag zur Soziologie des deutschen Frühliberalismus) |
| 20   | Carsten Küther                                         | Räuber und Gauner in Deutschland. Das organisierte Bandenwesen im 18. und frühen 19. Jahrhundert. | 1976 | ISBN 978-3-525-35971-6              | Dissertation. Universität München 1976 (Das organisierte Gauner- und Räubertum im 18. und frühen 19. Jahrhundert.)                                                                                         |
| 21   | Hans-Peter Ullmann                                     | Der Bund der Industriellen. Organisation, Einfluss und Politik klein- und mittelbetrieblicher Industrieller im Deutschen Kaiserreich 1895–1914.                                                                 | 1976 | ISBN 978-3-525-35972-3 BSB 00050348 | Dissertation. Universität Köln 1975 |
| 22   | Dirk Blasius                                           | Bürgerliche Gesellschaft und Kriminalität. Zur Sozialgeschichte Preußens im Vormärz. | 1976 | ISBN 978-3-525-35974-7 BSB 00052441 | Habilitationsschrift. Universität Düsseldorf 1974 |
| 23   | Gerhard A. Ritter                                      | Arbeiterbewegung, Parteien und Parlamentarismus. Aufsätze zur deutschen Sozial- und Verfassungsgeschichte des 19. und 20. Jahrhunderts.                                                                         | 1976 | ISBN 978-3-525-35976-1 BSB 00052440 | |
| 24   | Horst Müller-Link                                      | Industrialisierung und Außenpolitik. Preußen-Deutschland und das Zarenreich von 1860–1890. | 1977 | ISBN 978-3-525-35977-8 BSB 00052462 | Dissertation. Universität Bielefeld 1975 (Außenwirtschaft und Innenpolitik in den deutsch-russischen Beziehungen von 1860 bis 1890.)                                                                       |
| 25   | Jürgen Kocka                                           | Angestellte zwischen Faschismus und Demokratie. Zur politischen Sozialgeschichte der Angestellten: USA 1890–1940 im internationalen Vergleich.                                                                  | 1977 | ISBN 978-3-525-35978-5 BSB 00052464 | Habilitationsschrift. Universität Münster 1972 |
| 26   | Hans Speier                                            | Die Angestellten vor dem Nationalsozialismus. Ein Beitrag zum Verständnis der deutschen Sozialstruktur 1918–1933.                                                                                               | 1977 | ISBN 978-3-525-35979-2 BSB 00052432 | |
| 27   | Dietrich Geyer                                         | Der russische Imperialismus. Studien über den Zusammenhang von innerer und auswärtiger Politik 1860–1914. | 1977 | ISBN 978-3-525-35980-8 BSB 00052433 | |
| 28   | Rudolf Vetterli                                        | Industriearbeit, Arbeiterbewußtsein und gewerkschaftliche Organisation. Dargestellt am Beispiel der Georg Fischer AG (1890–1930).                                                                               | 1978 | ISBN 978-3-525-35981-5 BSB 00048880 | |
| 29   | Volker Hunecke                                         | Arbeiterschaft und die Industrielle Revolution in Mailand 1859–1892. Zur Entstehungsgeschichte der italienischen Industrie und Arbeiterbewegung.                                                                | 1978 | ISBN 978-3-525-35983-9 BSB 00048643 | Dissertation. Universität Göttingen 1976/1977 |
| 30   | Christoph Kleßmann                                     | Polnische Bergarbeiter im Ruhrgebiet 1870–1945. Soziale Integration und nationale Subkultur einer Minderheit in der deutschen Industriegesellschaft.                                                            | 1978 | ISBN 978-3-525-35982-2              | Habilitationsschrift. Universität Bochum 1976 |
| 31   | Hans Rosenberg                                         | Machteliten und Wirtschaftskonjunkturen. Studien zur neueren deutschen Sozial- und Wirtschaftsgeschichte. | 1978 | ISBN 978-3-525-35985-3 BSB 00049121 | |
| 32   | Rainer Bölling                                         | Volksschullehrer und Politik. Der Deutsche Lehrerverein 1918–1933. | 1978 | ISBN 978-3-525-35986-0 BSB 00049104 | Dissertation. Universität Münster 1977 |
| 33   | Hanna Schissler                                        | Preußische Agrargesellschaft im Wandel. Wirtschaftliche, gesellschaftliche und politische Transformationsprozesse von 1763–1847.                                                                                | 1978 | ISBN 978-3-525-35988-4 BSB 00049138 | Dissertation. Universität Bielefeld 1977 |
| 34   | Hans Mommsen                                           | Arbeiterbewegung und Nationale Frage. | 1979 | ISBN 978-3-525-35989-1 BSB 00049164 | |
| 35   | Heinz Reif                                             | Westfälischer Adel 1770–1860. Vom Herrschaftsstand zur regionalen Elite. | 1979 | ISBN 978-3-525-35991-4 BSB 00050352 | Dissertation. Universität Bielefeld 1977 |
| 36   | Toni Pierenkemper                                      | Die westfälischen Schwerindustriellen 1852–1913. Soziale Struktur und unternehmerischer Erfolg. | 1979 | ISBN 978-3-525-35993-8 BSB 00048877 | Dissertation. Universität Münster 1976/1977 |
| 37   | Heinrich Best                                          | Interessenpolitik und nationale Integration 1848/49. Handelspolitische Konflikte im frühindustriellen Deutschland.                                                                                              | 1980 | ISBN 978-3-525-35994-5 BSB 00048899 | Dissertation. Universität Köln 1977 |
| 38   | Heinrich August Winkler                                | Liberalismus und Antiliberalismus. Studien zur politischen Sozialgeschichte des 19. und 20. Jahrhunderts. | 1979 | ISBN 978-3-525-35995-2 BSB 00048351 | |
| 39   | Emil Lederer Jürgen Kocka (Hrsg.)                      | Kapitalismus, Klassenstruktur und Probleme der Demokratie in Deutschland 1910–1940. | 1979 | ISBN 978-3-525-35996-9 BSB 00052459 | |
| 40   | Norbert Horn, Jürgen Kocka (Hrsg.)                     | Recht und Entwicklung der Großunternehmen im 19. und frühen 20. Jahrhundert. Wirtschafts-, sozial- und rechtshistorische Untersuchungen zur Industrialisierung in Deutschland, Frankreich, England und den USA. | 1979 | ISBN 978-3-525-35992-1 BSB 00050354 | |
| 41   | Richard H. Tilly                                       | Kapital, Staat und sozialer Protest in der deutschen Industrialisierung. | 1980 | ISBN 978-3-525-35997-6 BSB 00051640 | |
| 42   | Sidney Pollard (Hrsg.) Lucian Hölscher (Mitwirkung)    | Region und Industrialisierung. Studien zur Rolle der Region in der Wirtschaftsgeschichte der letzten zwei Jahrhunderte.                                                                                         | 1980 | ISBN 978-3-525-35998-3 BSB 00048471 | |
| 43   | Wolfgang Renzsch                                       | Handwerker und Lohnarbeiter in der frühen Arbeiterbewegung. Zur sozialen Basis von Gewerkschaften und Sozialdemokratie im Reichsgründungsjahrzehnt.                                                             | 1980 | ISBN 978-3-525-35700-2 BSB 00048356 | Dissertation. Universität Göttingen 1978/1979 |
| 44   | Hannes Siegrist                                        | Vom Familienbetrieb zum Managerunternehmen. Angestellte und industrielle Organisation am Beispiel der Georg Fischer AG in Schaffhausen 1797–1930.                                                               | 1981 | ISBN 978-3-525-35702-6 BSB 00048357 | Dissertation. Universität Zürich 1976 (Teildruck) |
| 45   | Reinhard Neebe                                         | Großindustrie, Staat und NSDAP 1930–1933. Paul Silverberg und der Reichsverband der Deutschen Industrie in der Krise der Weimarer Republik.                                                                     | 1981 | ISBN 978-3-525-35703-3 BSB 00048404 | Dissertation. Universität Marburg 1980 |
| 46   | Barbara Greven-Aschoff                                 | Die bürgerliche Frauenbewegung in Deutschland 1894–1933. | 1981 | ISBN 978-3-525-35704-0 BSB 00052495 | Dissertation. Universität Erlangen-Nürnberg 1976 |
| 47   | Wacław Długoborski (Hrsg.)                             | Zweiter Weltkrieg und sozialer Wandel. Achsenmächte und besetzte Länder. | 1981 | ISBN 978-3-525-35705-7              | |
| 48   | Neithard Bulst, Joseph Goy, Jochen Hoock (Hrsg.)       | Familie zwischen Tradition und Moderne. Studien zur Geschichte der Familie in Deutschland und Frankreich vom 16. bis zum 20. Jahrhundert.                                                                       | 1981 | ISBN 978-3-525-35706-4 BSB 00049096 | |
| 49   | Toni Pierenkemper, Richard H. Tilly (Hrsg.)            | Historische Arbeitsmarktforschung. Entstehung, Entwicklung und Probleme der Vermarktung von Arbeitskraft. | 1982 | ISBN 978-3-525-35707-1 BSB 00063638 | |
| 50   | Knut Borchardt                                         | Wachstum, Krisen, Handlungsspielräume der Wirtschaftspolitik. Studien zur Wirtschaftsgeschichte des 19. und 20. Jahrhunderts.                                                                                   | 1982 | ISBN 978-3-525-35708-8 BSB 00052494 | |
| 51   | Werner K. Blessing                                     | Staat und Kirche in der Gesellschaft. Institutionelle Autorität und mentaler Wandel in Bayern während des 19. Jahrhunderts.                                                                                     | 1982 | ISBN 978-3-525-35709-5 BSB 00052447 | Dissertation. Universität München 1976 (Der mentale Einfluss des Staates und der Kirchen …) |
| 52   | Hans-Werner Hahn                                       | Wirtschaftliche Integration im 19. Jahrhundert. Die hessischen Staaten und der Deutsche Zollverein. | 1982 | ISBN 978-3-525-35710-1 BSB 00048631 | Dissertation. Universität Gießen 1979 |
| 53   | Norbert Finzsch                                        | Die Goldgräber Kaliforniens. Arbeitsbedingungen, Lebensstandard und politisches System um die Mitte des 19. Jahrhunderts.                                                                                       | 1982 | ISBN 978-3-525-35711-8 BSB 00048472 | Dissertation. Universität Köln 1980 |
| 54   | Hans-Gerhard Husung                                    | Protest und Repression im Vormärz. Norddeutschland zwischen Restauration und Revolution. | 1983 | ISBN 978-3-525-35712-5 BSB 00048473 | Dissertation. Technische Universität Braunschweig 1978/1979 |
| 55   | Hartmut Kaelble                                        | Soziale Mobilität und Chancengleichheit im 19. und 20. Jahrhundert. Deutschland im internationalen Vergleich.                                                                                                   | 1983 | ISBN 978-3-525-35713-2              | |
| 56   | Carsten Küther                                         | Menschen auf der Straße. Vagierende Unterschichten in Bayern, Franken und Schwaben in der 2. Hälfte des 18. Jahrhunderts.                                                                                       | 1983 | ISBN 978-3-525-35714-9 BSB 00048464 | |
| 57   | Barbara Vogel                                          | Allgemeine Gewerbefreiheit. Die Reformpolitik des preußischen Staatskanzlers Hardenberg (1810–1820). | 1983 | ISBN 978-3-525-35716-3              | Habilitationsschrift. Universität Hamburg 1981 |
| 58   | Dieter Krüger                                          | Nationalökonomen im wilhelminischen Deutschland. | 1983 | ISBN 978-3-525-35717-0 BSB 00048632 | Dissertation. Universität Marburg 1981 (Deutsche Nationalökonomen in Politik und Gesellschaft des späten Kaiserreichs 1900–1918.)                                                                          |
| 59   | Ulrich Heinemann                                       | Die verdrängte Niederlage. Politische Öffentlichkeit und Kriegsschuldfrage in der Weimarer Republik. | 1983 | ISBN 978-3-525-35718-7 BSB 00051638 | Dissertation. Universität Bochum 1981 |
| 60   | Gerald Donald Feldman                                  | Vom Weltkrieg zur Weltwirtschaftskrise. Studien zur deutschen Wirtschafts- und Sozialgeschichte 1914–1932. | 1984 | ISBN 978-3-525-35719-4 BSB 00048633 | Festschrift für Hans Rosenberg |
| 61   | Wolfgang Jäger                                         | Historische Forschung und politische Kultur in Deutschland. Die Debatte 1914–1980 über den Ausbruch des Ersten Weltkrieges.                                                                                     | 1984 | ISBN 978-3-525-35720-0 BSB 00052493 | Dissertation. Universität Gießen 1983 |
| 62   | Ute Frevert                                            | Krankheit als politisches Problem 1770–1880. Soziale Unterschichten in Preußen zwischen medizinischer Polizei und staatlicher Sozialversicherung.                                                               | 1984 | ISBN 978-3-525-35721-7 BSB 00052449 | Dissertation. Universität Bielefeld 1982 |
| 63   | Michael Grüttner                                       | Arbeitswelt an der Wasserkante. Sozialgeschichte der Hamburger Hafenarbeiter 1886–1914. | 1984 | ISBN 978-3-525-35722-4 BSB 00052501 | Dissertation. Universität Hamburg 1983 |
| 64   | Josef Mooser                                           | Ländliche Klassengesellschaft 1770–1848. Bauern und Unterschichten, Landwirtschaft und Gewerbe im östlichen Westfalen.                                                                                          | 1984 | ISBN 978-3-525-35723-1 BSB 00052450 | Dissertation. Universität Bielefeld 1978 |
| 65   | Wolfgang Jacobmeyer                                    | Vom Zwangsarbeiter zum heimatlosen Ausländer. Die Displaced Persons in Westdeutschland 1945–1951. | 1985 | ISBN 978-3-525-35724-8 BSB 00052483 | Habilitationsschrift. Universität Hannover 1985 |
| 66   | Josef Meran                                            | Theorien in der Geschichtswissenschaft. Die Diskussion über die Wissenschaftlichkeit der Geschichte. | 1985 | ISBN 978-3-525-35725-5 BSB 00052989 | Dissertation. Universität Hamburg 1982 (Hypothetische Geschichte?) |
| 67   | Rudolf Boch                                            | Handwerker-Sozialisten gegen Fabrikgesellschaft. Lokale Fachvereine, Massengewerkschaft und industrielle Rationalisierung in Solingen 1870–1914.                                                                | 1985 | ISBN 978-3-525-35726-2              | Dissertation. Universität Bielefeld 1983 |
| 68   | Claudia Huerkamp                                       | Der Aufstieg der Ärzte im 19. Jahrhundert. Vom gelehrten Stand zum professionellen Experten. Das Beispiel Preußens.                                                                                             | 1985 | ISBN 978-3-525-35727-9 BSB 00051646 | Dissertation. Universität Bielefeld 1983 |
| 69   | Andreas Gestrich                                       | Traditionelle Jugendkultur und Industrialisierung. Sozialgeschichte der Jugend in einer ländlichen Arbeitergemeinde Württembergs 1800–1920.                                                                     | 1986 | ISBN 978-3-525-35728-6 BSB 00048512 | Dissertation. Universität Tübingen 1982/1983 |
| 70   | Rudolf Jaworski                                        | Handel und Gewerbe im Nationalitätenkampf. Studien zur Wirtschaftsgesinnung der Polen in der Provinz Posen 1871–1914.                                                                                           | 1986 | ISBN 978-3-525-35730-9 BSB 00042090 | Habilitationsschrift. Universität Tübingen 1984 |
| 71   | Friedrich Lenger                                       | Zwischen Kleinbürgertum und Proletariat. Studien zur Sozialgeschichte der Düsseldorfer Handwerker 1816–1878. | 1986 | ISBN 978-3-525-35731-6              | Dissertation. Universität Düsseldorf 1984/1985 |
| 72   | Christiane Eisenberg                                   | Deutsche und englische Gewerkschaften. Entstehung und Entwicklung bis 1878 im Vergleich. | 1986 | ISBN 978-3-525-35733-0              | Dissertation. Universität Bielefeld 1985/1986 |
| 73   | Jürgen Kocka (Hrsg.)                                   | Max Weber, der Historiker. | 1986 | ISBN 978-3-525-35734-7 BSB 00048381 | |
| 74   | Dirk Blasius                                           | Ehescheidung in Deutschland 1794–1945. Scheidung und Scheidungsrecht in historischer Perspektive. | 1987 | ISBN 978-3-525-35735-4 BSB 00051645 | |
| 75   | Hans-Walter Schmuhl                                    | Rassenhygiene, Nationalsozialismus, Euthanasie. Von der Verhütung zur Vernichtung „lebensunwerten Lebens“ 1890–1945.                                                                                            | 1987 | ISBN 978-3-525-35737-8 BSB 00052448 | Dissertation. Universität Bielefeld 1986 (Die Synthese von Arzt und Henker.) |
| 76   | Norbert Kampe                                          | Studenten und „Judenfrage“ im Deutschen Kaiserreich. Die Entstehung einer akademischen Trägerschicht des Antisemitismus.                                                                                        | 1988 | ISBN 978-3-525-35738-5 BSB 00048376 | Dissertation. Technische Universität Berlin 1983 |
| 77   | Ute Frevert (Hrsg.)                                    | Bürgerinnen und Bürger. Geschlechterverhältnisse im 19. Jahrhundert. | 1988 | ISBN 978-3-525-35739-2 BSB 00044686 | |
| 78   | Gerhard Th. Mollin                                     | Montankonzerne und „Drittes Reich“. Der Gegensatz zwischen Monopolindustrie und Befehlswirtschaft in der deutschen Rüstung und Expansion 1936–1944.                                                             | 1988 | ISBN 978-3-525-35740-8 BSB 00048470 | Dissertation. Universität Bielefeld 1986 |
| 79   | Dieter Langewiesche (Hrsg.)                            | Liberalismus im 19. Jahrhundert. Deutschland im europäischen Vergleich. | 1988 | ISBN 978-3-525-35741-5 BSB 00048513 | |
| 80   | Hannes Siegrist (Hrsg.)                                | Bürgerliche Berufe. Zur Sozialgeschichte der freien und akademischen Berufe im internationalen Vergleich. | 1988 | ISBN 978-3-525-35742-2 BSB 00048369 | |
| 81   | Tibor Süle                                             | Preußische Bürokratietradition. Zur Entwicklung von Verwaltung und Beamtenschaft in Deutschland 1871–1918. | 1988 | ISBN 978-3-525-35743-9              | |
| 82   | Rüdiger Hachtmann                                      | Industriearbeit im „Dritten Reich“. Untersuchungen zu den Lohn- und Arbeitsbedingungen in Deutschland 1933–1945.                                                                                                | 1989 | ISBN 978-3-525-35744-6 BSB 00048361 | Dissertation. Technische Universität Berlin 1986 |
| 83   | Sabine Sander                                          | Handwerkschirurgen. Sozialgeschichte einer verdrängten Berufsgruppe. | 1989 | ISBN 978-3-525-35745-3 BSB 00048366 | Dissertation. Universität Gießen 1987 |
| 84   | Ute Daniel                                             | Arbeiterfrauen in der Kriegsgesellschaft. Beruf, Familie und Politik im Ersten Weltkrieg. | 1989 | ISBN 978-3-525-35747-7 BSB 00044687 | Dissertation. Universität Bielefeld 1986 |
| 85   | Volker Wellhöner                                       | Großbanken und Großindustrie im Kaiserreich. | 1989 | ISBN 978-3-525-35748-4              | Dissertation. Universität Bielefeld 1988 |
| 86   | Manfred Hettling                                       | Reform ohne Revolution. Bürgertum, Bürokratie und kommunale Selbstverwaltung in Württemberg von 1800 bis 1850.                                                                                                  | 1990 | ISBN 978-3-525-35749-1 BSB 00041731 | Dissertation. Universität Bielefeld 1988/1989 |
| 87   | Christoph Hauser                                       | Anfänge bürgerlicher Organisation. Philhellenismus und Frühliberalismus in Südwestdeutschland. | 1990 | ISBN 978-3-525-35750-7              | Dissertation. Universität Freiburg i. Br. 1988 |
| 88   | Wolfgang Zollitsch                                     | Arbeiter zwischen Weltwirtschaftskrise und Nationalsozialismus. Ein Beitrag zur Sozialgeschichte der Jahre 1928 bis 1936.                                                                                       | 1990 | ISBN 978-3-525-35751-4 BSB 00048462 | Dissertation. Universität Freiburg i. Br. 1986 |
| 89   | Sylvia Paletschek                                      | Frauen und Dissens. Frauen im Deutschkatholizismus und in den freien Gemeinden 1841–1852. | 1990 | ISBN 978-3-525-35752-1 BSB 00048372 | Dissertation. Universität Hamburg 1988/1989 |
| 90   | Clemens Zimmermann                                     | Von der Wohnungsfrage zur Wohnungspolitik. Die Reformbewegung in Deutschland 1845–1914. | 1991 | ISBN 978-3-525-35753-8 BSB 00048368 | Habilitationsschrift. Universität Heidelberg 1989/1990 |
| 91   | Ralph Jessen                                           | Polizei im Industrierevier. Modernisierung und Herrschaftspraxis im westfälischen Ruhrgebiet 1848–1914. | 1991 | ISBN 978-3-525-35754-5 BSB 00048506 | Dissertation. Universität Bielefeld 1989 (Polizei in der Klassengesellschaft.) |
| 92   | Josef Ehmer                                            | Heiratsverhalten, Sozialstruktur, ökonomischer Wandel. England und Mitteleuropa in der Formationsperiode des Kapitalismus.                                                                                      | 1991 | ISBN 978-3-525-35755-2 BSB 00048505 | Habilitationsschrift. Universität Wien 1989 (Das Heiratsverhalten und die Traditionen des Kapitalismus.)                                                                                                   |
| 93   | Arnd Bauerkämper                                       | Die „radikale Rechte“ in Großbritannien. Nationalistische, antisemitische und faschistische Bewegungen vom späten 19. Jahrhundert bis 1945.                                                                     | 1991 | ISBN 978-3-525-35756-9 BSB 00048504 | Dissertation. Universität Bielefeld 1989/1990 |
| 94   | Walter Rummel                                          | Bauern, Herren und Hexen. Studien zur Sozialgeschichte sponheimischer und kurtrierischer Hexenprozesse 1574–1664.                                                                                               | 1991 | ISBN 978-3-525-35757-6 BSB 00055352 | Dissertation. Universität Trier 1988/1989 |
| 95   | Marlene Ellerkamp                                      | Industriearbeit, Krankheit und Geschlecht. Zu den sozialen Kosten der Industrialisierung: Bremer Textilarbeiterinnen 1870–1914.                                                                                 | 1991 | ISBN 978-3-525-35758-3              | Dissertation. Universität Bremen 1988/1989 (Textilarbeiterinnen im Kaiserreich.) |
| 96   | Frank-Michael Kuhlemann                                | Modernisierung und Disziplinierung. Sozialgeschichte des preußischen Volksschulwesens 1794–1872. | 1992 | ISBN 978-3-525-35759-0              | Dissertation. Universität Bielefeld 1989 |
| 97   | Brigitte Kerchner                                      | Beruf und Geschlecht. Frauenberufsverbände in Deutschland 1848–1908. | 1992 | ISBN 978-3-525-35760-6 BSB 00048503 | Dissertation. Universität Münster 1990 (Frauenberufstätigkeit und Interessenorganisation.) |
| 98   | Dirk Schumann                                          | Bayerns Unternehmer in Gesellschaft und Staat 1834–1914. Fallstudien zu Herkunft und Familie, politischer Partizipation und staatlichen Auszeichnungen.                                                         | 1992 | ISBN 978-3-525-35761-3              | Dissertation. Universität München 1992 |
| 99   | Christian Jansen                                       | Professoren und Politik. Politisches Denken und Handeln der Heidelberger Hochschullehrer 1914–1935. | 1992 | ISBN 978-3-525-35762-0 BSB 00048511 | Dissertation. Universität Heidelberg 1989 (Auf dem Mittelweg nach rechts.) |
| 100  | M. Rainer Lepsius                                      | Demokratie in Deutschland. Soziologisch-historische Konstellationsanalysen. Ausgewählte Aufsätze. | 1993 | ISBN 978-3-525-35763-7 BSB 00044577 | |
| 101  | Willi Oberkrome                                        | Volksgeschichte. Methodische Innovation und völkische Ideologisierung in der deutschen Geschichtswissenschaft 1918–1945.                                                                                        | 1993 | ISBN 978-3-525-35764-4 BSB 00052542 | Dissertation. Universität Bielefeld 1992 |
| 102  | Paul Nolte                                             | Gemeindebürgertum und Liberalismus in Baden 1800–1850. Tradition, Radikalismus, Republik. | 1994 | ISBN 978-3-525-35765-1              | Dissertation. Universität Bielefeld 1992/1993 |
| 103  | Andreas Gestrich                                       | Absolutismus und Öffentlichkeit. politische Kommunikation in Deutschland zu Beginn des 18. Jahrhunderts. | 1994 | ISBN 978-3-525-35766-8 BSB 00052461 | Habilitationsschrift. Universität Stuttgart 1992 |
| 104  | Christoph Conrad                                       | Vom Greis zum Rentner. Der Strukturwandel des Alters in Deutschland zwischen 1830 und 1930. | 1994 | ISBN 978-3-525-35767-5              | Dissertation. Freie Universität Berlin 1992 (Kurzfassung) |
| 105  | Andrea Germer                                          | Wissenschaft und Leben. Max Webers Antwort auf eine Frage Friedrich Nietzsches. | 1994 | ISBN 978-3-525-35768-2 BSB 00048408 | Dissertation. Universität Hannover 1993 |
| 106  | Irmtraud Götz von Olenhusen                            | Klerus und abweichendes Verhalten. Zur Sozialgeschichte katholischer Priester im 19. Jahrhundert: Die Erzdiözese Freiburg.                                                                                      | 1994 | ISBN 978-3-525-35769-9              | |
| 107  | Marcus Gräser                                          | Der blockierte Wohlfahrtsstaat. Unterschichtjugend und Jugendfürsorge in der Weimarer Republik. | 1995 | ISBN 978-3-525-35770-5 BSB 00048461 | Dissertation. Universität Frankfurt am Main 1992/1993 |
| 108  | Charlotte Tacke                                        | Denkmal im sozialen Raum. Nationale Symbole in Deutschland und Frankreich im 19. Jahrhundert. | 1995 | ISBN 978-3-525-35771-2 BSB 00044482 | Dissertation. Universität Florenz 1993 |
| 109  | Jörg Requate                                           | Journalismus als Beruf. Entstehung und Entwicklung des Journalistenberufs im 19. Jahrhundert. Deutschland im internationalen Vergleich.                                                                         | 1995 | ISBN 978-3-525-35772-9 BSB 00049946 | Dissertation. Freie Universität Berlin 1994 (Kritik, Propaganda, Information.) |
| 110  | Étienne François, Hannes Siegrist, Jakob Vogel (Hrsg.) | Nation und Emotion. Deutschland und Frankreich im Vergleich. 19. und 20. Jahrhundert. | 1996 | ISBN 978-3-525-35773-6 BSB 00045794 | |
| 111  | Ingeborg Cleve                                         | Geschmack, Kunst und Konsum. Kulturpolitik als Wirtschaftspolitik in Frankreich und Württemberg (1805–1845). | 1996 | ISBN 978-3-525-35774-3              | Dissertation. Universität Tübingen 1993 |
| 112  | Michael Prinz                                          | Brot und Dividende. Konsumvereine in Deutschland und England vor 1914. | 1996 | ISBN 978-3-525-35775-0 BSB 00045663 | Habilitationsschrift. Universität Bielefeld 1992 |
| 113  | Christina von Hodenberg                                | Die Partei der Unparteiischen. der Liberalismus der preußischen Richterschaft 1815–1848/49. | 1996 | ISBN 978-3-525-35776-7 BSB 00048459 | Dissertation. Universität Bielefeld 1995 |
| 114  | Winfried Speitkamp                                     | Die Verwaltung der Geschichte. Denkmalpflege und Staat in Deutschland 1871–1933. | 1996 | ISBN 978-3-525-35777-4 BSB 00044311 | Habilitationsschrift. Universität Gießen 1994 |
| 115  | Siegfried Weichlein                                    | Sozialmilieus und politische Kultur in der Weimarer Republik. Lebenswelt, Vereinskultur, Politik in Hessen. | 1996 | ISBN 978-3-525-35778-1 BSB 00052481 | Dissertation. Universität Freiburg i. Br. 1992 |
| 116  | Otto Gerhard Oexle                                     | Geschichtswissenschaft im Zeichen des Historismus. Studien zu Problemgeschichten der Moderne. | 1996 | ISBN 978-3-525-35779-8 BSB 00045805 | |
| 117  | Robert von Friedeburg                                  | Ländliche Gesellschaft und Obrigkeit. Gemeindeprotest und politische Mobilisierung im 18. und 19. Jahrhundert.                                                                                                  | 1997 | ISBN 978-3-525-35780-4 BSB 00040392 | Habilitationsschrift. Universität Bielefeld 1994 |
| 118  | Jakob Vogel                                            | Nationen im Gleichschritt. Der Kult der „Nation in Waffen“ in Deutschland und Frankreich 1871–1914. | 1997 | ISBN 978-3-525-35781-1 BSB 00044422 | Dissertation. Freie Universität Berlin 1995 |
| 119  | Manuel Frey                                            | Der reinliche Bürger. Entstehung und Verbreitung bürgerlicher Tugenden in Deutschland 1760–1860. | 1997 | ISBN 978-3-525-35782-8 BSB 00040803 | Dissertation. Universität Bielefeld 1995 |
| 120  | Volker Then                                            | Eisenbahnen und Eisenbahnunternehmer in der Industriellen Revolution. Ein preußisch/deutsch-englischer Vergleich.                                                                                               | 1997 | ISBN 978-3-525-35783-5 BSB 00040393 | Dissertation. Freie Universität Berlin 1993/1994 |
| 121  | Marita Baumgarten                                      | Professoren und Universitäten im 19. Jahrhundert. Zur Sozialgeschichte deutscher Geistes- und Naturwissenschaftler.                                                                                             | 1997 | ISBN 978-3-525-35784-2 BSB 00048629 | Dissertation. Universität Gießen 1993 |
| 122  | Olaf Blaschke                                          | Katholizismus und Antisemitismus im deutschen Kaiserreich. | 1997 | ISBN 978-3-525-35785-9 BSB 00048625 | Dissertation. Universität Bielefeld 1995 |
| 123  | Christoph Jahr                                         | Gewöhnliche Soldaten. Desertion und Deserteure im deutschen und britischen Heer 1914–1918. | 1998 | ISBN 978-3-525-35786-6 BSB 00045649 | Dissertation. Humboldt-Universität Berlin 1996 |
| 124  | Ute Planert                                            | Antifeminismus im Kaiserreich. Diskurs, soziale Formation und politische Mentalität. | 1998 | ISBN 978-3-525-35787-3 BSB 00044389 | Dissertation. Universität Tübingen 1996 |
| 125  | Wolfram Fischer                                        | Expansion, Integration, Globalisierung. Studien zur Geschichte der Weltwirtschaft. | 1998 | ISBN 978-3-525-35788-0 BSB 00040519 | |
| 126  | Svenja Goltermann                                      | Körper der Nation. Habitusformierung und die Politik des Turnens 1860–1890. | 1998 | ISBN 978-3-525-35789-7 BSB 00044406 | Dissertation. Universität Bielefeld 1997 |
| 127  | Philipp Ther                                           | Deutsche und polnische Vertriebene. Gesellschaft und Vertriebenenpolitik in der SBZ/DDR und in Polen 1945–1956.                                                                                                 | 1998 | ISBN 978-3-525-35790-3              | Dissertation. Freie Universität Berlin 1997 |
| 128  | Martin H. Geyer                                        | Verkehrte Welt. Revolution, Inflation und Moderne, München 1914–1924. | 1998 | ISBN 978-3-525-35791-0              | Habilitationsschrift. Universität Köln 1994 |
| 129  | Ernst Wolfgang Becker                                  | Zeit der Revolution! – Revolution der Zeit? Zeiterfahrungen in Deutschland in der Ära der Revolutionen 1789–1848/49.                                                                                            | 1999 | ISBN 978-3-525-35792-7 BSB 00040535 | Dissertation. Universität Tübingen 1997/1998 |
| 130  | Hannes Siegrist, David Sugarman (Hrsg.)                | Eigentum im internationalen Vergleich. 18.–20. Jahrhundert. | 1999 | ISBN 978-3-525-35793-4 BSB 00040528 | |
| 131  | Antonia Maria Humm                                     | Auf dem Weg zum sozialistischen Dorf? Zum Wandel der dörflichen Lebenswelt in der DDR von 1952 bis 1969 mit vergleichenden Aspekten zur Bundesrepublik Deutschland.                                             | 1999 | ISBN 978-3-525-35794-1 BSB 00045916 | Dissertation. Humboldt-Universität Berlin 1996 |
| 132  | Christine von Oertzen                                  | Teilzeitarbeit und die Lust am Zuverdienen. Geschlechterpolitik und gesellschaftlicher Wandel in Westdeutschland 1948–1969.                                                                                     | 1999 | ISBN 978-3-525-35795-8 BSB 00046503 | Dissertation. Freie Universität Berlin 1997 |
| 133  | Gesine Krüger                                          | Kriegsbewältigung und Geschichtsbewußtsein. Realität, Deutung und Verarbeitung des deutschen Kolonialkriegs in Namibia 1904 bis 1907.                                                                           | 1999 | ISBN 978-3-525-35796-5 BSB 00052478 | Dissertation. Universität Hannover 1995 |
| 134  | Sebastian Conrad                                       | Auf der Suche nach der verlorenen Nation. Geschichtsschreibung in Westdeutschland und Japan 1945–1960. | 1999 | ISBN 978-3-525-35798-9 BSB 00044321 | Dissertation. Freie Universität Berlin 1999 |
| 135  | Ralph Jessen                                           | Akademische Elite und kommunistische Diktatur. Die ostdeutsche Hochschullehrerschaft in der Ulbricht-Ära. | 1999 | ISBN 978-3-525-35797-2 BSB 00040449 | Habilitationsschrift. Freie Universität Berlin 1997 (Kurzfassung) |
| 136  | Morten Reitmayer                                       | Bankiers im Kaiserreich. Sozialprofil und Habitus der deutschen Hochfinanz. | 1999 | ISBN 978-3-525-35799-6 BSB 00040358 | Dissertation. Universität Hannover 1996 |
| 137  | Flurin Condrau                                         | Lungenheilanstalt und Patientenschicksal. Sozialgeschichte der Tuberkulose in Deutschland und England im späten 19. und frühen 20. Jahrhundert.                                                                 | 2000 | ISBN 978-3-525-35701-9              | Dissertation. Universität München 1997/1998 (Zwischen Liegehalle und Arbeitstherapie.) |
| 138  | Georg Kunz                                             | Verortete Geschichte. Regionales Geschichtsbewußtsein in den deutschen Historischen Vereinen des 19. Jahrhunderts.                                                                                              | 2000 | ISBN 978-3-525-35729-3              | Dissertation. Universität Regensburg 1998 |
| 139  | Till van Rahden                                        | Juden und andere Breslauer. Die Beziehungen zwischen Juden, Protestanten und Katholiken in einer deutschen Großstadt von 1860 bis 1925.                                                                         | 2000 | ISBN 978-3-525-35732-3              | Dissertation. Universität Bielefeld 1998/1999 |
| 140  | Hinnerk Bruhns, Wilfried Nippel (Hrsg.)                | Max Weber und die Stadt im Kulturvergleich. | 2000 | ISBN 978-3-525-35746-0 BSB 00040350 | |
| 141  | Stefan-Ludwig Hoffmann                                 | Die Politik der Geselligkeit. Freimaurerlogen in der deutschen Bürgergesellschaft 1840–1918. | 2000 | ISBN 978-3-525-35911-2 BSB 00044390 | Dissertation. Universität Bielefeld 1999 |
| 142  | Karsten Timmer                                         | Vom Aufbruch zum Umbruch. Die Bürgerbewegung in der DDR 1989. | 2000 | ISBN 978-3-525-35925-9 BSB 00040556 | Dissertation. Universität Bielefeld 1999 |
| 143  | Ingo Haar                                              | Historiker im Nationalsozialismus. Deutsche Geschichtswissenschaft und der „Volkstumskampf“ im Osten. | 2000 | ISBN 978-3-525-35942-6 BSB 00048592 | Dissertation. Universität Halle-Wittenberg 1998 |
| 144  | Sylvia Kesper-Biermann                                 | Staat und Schule in Kurhessen 1813–1866. | 2001 | ISBN 978-3-525-35950-1 BSB 00045811 | Dissertation. Universität Gießen 1998 |
| 145  | Rainer Fattmann                                        | Bildungsbürger in der Defensive. Die akademische Beamtenschaft und der „Reichsbund der höheren Beamten“ in der Weimarer Republik.                                                                               | 2001 | ISBN 978-3-525-35160-4 BSB 00040361 | Dissertation. Universität Bonn 2001 |
| 146  | Olaf Willett                                           | Sozialgeschichte Erlanger Professoren 1743–1933. | 2001 | ISBN 978-3-525-35161-1              | Dissertation. Humboldt-Universität Berlin 1999 |
| 147  | Jürgen Osterhammel                                     | Geschichtswissenschaft jenseits des Nationalstaats. Studien zu Beziehungsgeschichte und Zivilisationsvergleich.                                                                                                 | 2001 | ISBN 978-3-525-35162-8 BSB 00048371 | |
| 148  | Monika Wienfort                                        | Patrimonialgerichte in Preußen. Ländliche Gesellschaft und bürgerliches Recht 1770–1848/49. | 2001 | ISBN 978-3-525-35163-5 BSB 00041730 | Habilitationsschrift. Universität Bielefeld 1998 |
| 149  | Christoph Nonn                                         | Die Ruhrbergbaukrise. Entindustrialisierung und Politik 1958–1969. | 2001 | ISBN 978-3-525-35164-2 BSB 00044205 | Habilitationsschrift. Universität Köln 2000 |
| 150  | Dieter Gosewinkel                                      | Einbürgern und Ausschließen. Die Nationalisierung der Staatsangehörigkeit vom Deutschen Bund bis zur Bundesrepublik Deutschland.                                                                                | 2001 | ISBN 978-3-525-35165-9 BSB 00049338 | Habilitationsschrift. Freie Universität Berlin 2000 |
| 151  | Heinz-Gerhard Haupt (Hrsg.)                            | Das Ende der Zünfte. Ein europäischer Vergleich. | 2002 | ISBN 978-3-525-35167-3 BSB 00044460 | |
| 152  | Sebastian Prüfer                                       | Sozialismus statt Religion. Die deutsche Sozialdemokratie vor der religiösen Frage 1863–1890. | 2002 | ISBN 978-3-525-35166-6 BSB 00040355 | Dissertation. Freie Universität Berlin 1999 |
| 153  | Barbara Weinmann                                       | Eine andere Bürgergesellschaft. Klassischer Republikanismus und Kommunalismus im Kanton Zürich im späten 18. und 19. Jahrhundert.                                                                               | 2002 | ISBN 978-3-525-35169-7 BSB 00040364 | Dissertation. Freie Universität Berlin 1999/2000 |
| 154  | Moritz Föllmer                                         | Die Verteidigung der bürgerlichen Nation. Industrielle und hohe Beamte in Deutschland und Frankreich 1900–1930.                                                                                                 | 2002 | ISBN 978-3-525-35168-0 BSB 00040363 | Dissertation. Humboldt-Universität Berlin 2000 (Teildruck) |
| 155  | Rita Aldenhoff-Hübinger                                | Agrarpolitik und Protektionismus. Deutschland und Frankreich im Vergleich 1879–1914. | 2002 | ISBN 978-3-525-35136-9 BSB 00040359 | Habilitationsschrift. Universität Frankfurt (Oder) 2001 |
| 156  | Uwe Fraunholz                                          | Motorphobia. Anti-automobiler Protest in Kaiserreich und Weimarer Republik. | 2002 | ISBN 978-3-525-35137-6 BSB 00046090 | Dissertation. Freie Universität Berlin 2000 |
| 157  | Kiran Klaus Patel                                      | Soldaten der Arbeit. Arbeitsdienste in Deutschland und den USA 1933–1945. | 2003 | ISBN 978-3-525-35138-3              | Dissertation. Humboldt-Universität Berlin 2001 |
| 158  | Sven Oliver Müller                                     | Die Nation als Waffe und Vorstellung. Nationalismus in Deutschland und Großbritannien im Ersten Weltkrieg. | 2002 | ISBN 978-3-525-35139-0 BSB 00044176 | Dissertation. Universität Bielefeld 2001 |
| 159  | Anne Lipp                                              | Meinungslenkung im Krieg. Kriegserfahrungen deutscher Soldaten und ihre Deutung 1914–1918. | 2003 | ISBN 978-3-525-35140-6              | Dissertation. Universität Tübingen 2000 |
| 160  | Christian Müller                                       | Verbrechensbekämpfung im Anstaltsstaat. Psychiatrie, Kriminologie und Strafrechtsreform in Deutschland 1871–1933.                                                                                               | 2004 | ISBN 978-3-525-35141-3              | Dissertation. Universität Essen 2002 |
| 161  | Nikolaus Buschmann                                     | Einkreisung und Waffenbruderschaft. Die öffentliche Deutung von Krieg und Nation in Deutschland 1850–1871. | 2003 | ISBN 978-3-525-35142-0 BSB 00044369 | Dissertation. Universität Tübingen 2003 |
| 162  | Gunilla Budde                                          | Frauen der Intelligenz. Akademikerinnen in der DDR 1945 bis 1975. | 2003 | ISBN 978-3-525-35143-7 BSB 00040360 | Habilitationsschrift. Freie Universität Berlin 2002 |
| 163  | Philipp Heldmann                                       | Herrschaft, Wirtschaft, Anoraks. Konsumpolitik in der DDR der Sechzigerjahre. | 2004 | ISBN 978-3-525-35144-4 BSB 00041397 | Dissertation. Universität Tübingen 2003 |
| 164  | Florian Cebulla                                        | Rundfunk und ländliche Gesellschaft 1924–1945 | 2004 | ISBN 978-3-525-35145-1 BSB 00040362 | Dissertation. Universität Kassel 2002 |
| 165  | Jürgen Schmidt                                         | Begrenzte Spielräume. Eine Beziehungsgeschichte von Arbeiterschaft und Bürgertum am Beispiel Erfurts 1870 bis 1914.                                                                                             | 2005 | ISBN 978-3-525-35147-5 BSB 00040356 | Dissertation. Freie Universität Berlin 2003 |
| 166  | Alexander Nützenadel                                   | Stunde der Ökonomen. Wissenschaft, Politik und Expertenkultur in der Bundesrepublik 1949–1974. | 2005 | ISBN 978-3-525-35149-9 BSB 00049950 | Habilitationsschrift. Universität Köln 2004 |
| 167  | Uffa Jensen                                            | Gebildete Doppelgänger. Bürgerliche Juden und Protestanten im 19. Jahrhundert. | 2005 | ISBN 978-3-525-35148-2 BSB 00045666 | Dissertation. Technische Universität Berlin 2003 |
| 168  | Cornelius Torp                                         | Die Herausforderung der Globalisierung. Wirtschaft und Politik in Deutschland 1860–1914. | 2005 | ISBN 978-3-525-35150-5              | Dissertation. Universität Halle (Saale) 2004 |
| 169  | Wolfgang Hardtwig                                      | Hochkultur des bürgerlichen Zeitalters. | 2005 | ISBN 978-3-525-35146-8              | |
| 170  | Sonja Levsen                                           | Elite, Männlichkeit und Krieg. Tübinger und Cambridger Studenten 1900–1929. | 2006 | ISBN 978-3-525-35151-2              | Dissertation. Universität Tübingen 2004/2005 |
| 171  | Christopher Dowe                                       | Auch Bildungsbürger. Katholische Studierende und Akademiker im Kaiserreich. | 2006 | ISBN 978-3-525-35152-9 BSB 00045668 | Dissertation. Universität Tübingen 2003 |
| 172  | Ulrike von Hirschhausen                                | Die Grenzen der Gemeinsamkeit. Deutsche, Letten, Russen und Juden in Riga 1860–1914. | 2006 | ISBN 978-3-525-35153-6 BSB 00065732 | Habilitationsschrift. Universität Göttingen 2005 |
| 173  | Thomas Kühne                                           | Kameradschaft. Die Soldaten des nationalsozialistischen Krieges und das 20. Jahrhundert. | 2006 | ISBN 978-3-525-35154-3              | Habilitationsschrift. Universität Bielefeld 2003 |
| 174  | Regula Argast                                          | Staatsbürgerschaft und Nation. Ausschließung und Integration in der Schweiz 1848–1933. | 2007 | ISBN 978-3-525-35155-0              | Dissertation. Universität Zürich 2005 |
| 175  | Benjamin Ziemann                                       | Katholische Kirche und Sozialwissenschaften 1945–1975. | 2007 | ISBN 978-3-525-35156-7              | Habilitationsschrift. Universität Bochum 2004 |
| 176  | Peter Walkenhorst                                      | Nation – Volk – Rasse. Radikaler Nationalismus im Deutschen Kaiserreich 1890–1914. | 2007 | ISBN 978-3-525-35157-4              | Dissertation. Universität Bielefeld 2006 |
| 177  | Susanne Michl                                          | Im Dienste des „Volkskörpers“. Deutsche und französische Ärzte im Ersten Weltkrieg. | 2007 | ISBN 978-3-525-37000-1              | Dissertation. Universität Tübingen 2006 |
| 178  | Christine Schreiber                                    | Natürlich künstliche Befruchtung? Eine Geschichte der In-vitro-Fertilisation von 1878 bis 1950. | 2007 | ISBN 978-3-525-35159-8              | Dissertation. Universität Bielefeld 2006 |
| 179  | Malte Zierenberg                                       | Stadt der Schieber. Der Berliner Schwarzmarkt 1939–1950. | 2008 | ISBN 978-3-525-35111-6 BSB 00083460 | Dissertation. Universität Köln 2006 |
| 180  | Kathrin Kollmeier                                      | Ordnung und Ausgrenzung. Die Disziplinarpolitik der Hitler-Jugend. | 2007 | ISBN 978-3-525-35158-1 BSB 00082544 | Dissertation. Humboldt-Universität Berlin 2005 |
| 181  | Klaus Nathaus                                          | Organisierte Geselligkeit. Deutsche und britische Vereine im 19. und 20. Jahrhundert. | 2009 | ISBN 978-3-525-37002-5              | Dissertation. Humboldt-Universität Berlin 2009 |
| 182  | Volker Berghahn                                        | Industriegesellschaft und Kulturtransfer. Die deutsch-amerikanischen Beziehungen im 20. Jahrhundert. | 2010 | ISBN 978-3-525-37013-1              | |
| 183  | Niels P. Petersson                                     | Anarchie und Weltrecht. Das Deutsche Reich und die Institutionen der Weltwirtschaft 1890–1930. | 2009 | ISBN 978-3-525-37006-3              | Habilitationsschrift. Universität Konstanz 2009 |
| 184  | Simone Derix                                           | Bebilderte Politik. Staatsbesuche in der Bundesrepublik Deutschland 1949–1990. | 2009 | ISBN 978-3-525-37005-6              | Dissertation. Universität Köln 2006 |
| 185  | Heinrich Hartmann                                      | Organisation und Geschäft. Unternehmensorganisation in Frankreich und Deutschland 1890–1914. | 2010 | ISBN 978-3-525-37003-2              | Dissertation. Freie Universität Berlin 2006 und École des Hautes Études en Sciences Sociales Paris 2006 |
| 186  | Hedwig Richter                                         | Pietismus im Sozialismus. Die Herrnhuter Brüdergemeine in der DDR. | 2009 | ISBN 978-3-525-37007-0              | Dissertation. Universität Köln 2008 |
| 187  | Christiane Eisenberg                                   | Englands Weg in die Marktgesellschaft. | 2009 | ISBN 978-3-525-37008-7              | |
| 188  | Aribert Reimann                                        | Dieter Kunzelmann. Avantgardist, Protestler, Radikaler. | 2009 | ISBN 978-3-525-37010-0              | Habilitationsschrift. Universität Köln 2008 |
| 189  | Benno Gammerl                                          | Untertanen, Staatsbürger und Andere. Der Umgang mit ethnischer Heterogenität im Britischen Weltreich und im Habsburgerreich 1867–1918.                                                                          | 2010 | ISBN 978-3-525-37011-7              | Dissertation. Freie Universität Berlin 2008 |
| 190  | Vera Hierholzer                                        | Nahrung nach Norm. Regulierung von Nahrungsmittelqualität in der Industrialisierung 1871–1914. | 2010 | ISBN 978-3-525-37017-9              | Dissertation. Universität Frankfurt am Main 2006 (Kurzfassung) |
| 191  | Jakob Zollmann                                         | Koloniale Herrschaft und ihre Grenzen. Die Kolonialpolizei in Deutsch-Südwestafrika 1894–1915. | 2010 | ISBN 978-3-525-37018-6              | Dissertation. Freie Universität Berlin 2008 (Teildruck) |
| 192  | Jörg Neuheiser                                         | Krone, Kirche und Verfassung. Konservatismus in den englischen Unterschichten 1815–1867. | 2010 | ISBN 978-3-525-37009-4              | Dissertation. Universität Köln 2007 |
| 193  | Nina Verheyen                                          | Diskussionslust. Eine Kulturgeschichte des „besseren Arguments“ in Westdeutschland. | 2010 | ISBN 978-3-525-37014-8              | Dissertation. Freie Universität Berlin 2008 |
| 194  | Jan Eike Dunkhase                                      | Werner Conze. Ein deutscher Historiker im 20. Jahrhundert. | 2010 | ISBN 978-3-525-37012-4              | Dissertation. Freie Universität Berlin 2008 |
| 195  | Isabella Löhr                                          | Die Globalisierung geistiger Eigentumsrechte. Neue Strukturen internationaler Zusammenarbeit 1886–1952. | 2010 | ISBN 978-3-525-37019-3              | Dissertation. Universität Leipzig 2008 |
| 196  | Claudius Torp                                          | Konsum und Politik in der Weimarer Republik. | 2011 | ISBN 978-3-525-35715-6              | Dissertation. Universität Bielefeld 2009 (überarbeitet) |
| 197  | Stephanie Neuner                                       | Politik und Psychiatrie. Die staatliche Versorgung psychisch Kriegsbeschädigter in Deutschland 1920–1939. | 2011 | ISBN 978-3-525-37020-9              | Dissertation. Universität der Bundeswehr München 2009 |
| 198  | Roman Köster                                           | Die Wissenschaft der Außenseiter. Die Krise der Nationalökonomie in der Weimarer Republik. | 2011 | ISBN 978-3-525-36025-5              | Dissertation. Universität Frankfurt am Main 2008 |
| 199  | Hans Günter Hockerts                                   | Der deutsche Sozialstaat. Entfaltung und Gefährdung seit 1945. | 2011 | ISBN 978-3-525-37001-8              | |
| 200  | Jürgen Kocka                                           | Arbeiten an der Geschichte. Gesellschaftlicher Wandel im 19. und 20. Jahrhundert. | 2011 | ISBN 978-3-525-37021-6 BSB 00083390 | |
| 201  | Dirk Mellies                                           | Modernisierung in der preußischen Provinz? Der Regierungsbezirk Stettin im 19. Jahrhundert. | 2011 | ISBN 978-3-525-37023-0              | Dissertation. Universität Greifswald 2009 |
| 202  | Karin Hausen                                           | Geschlechtergeschichte als Gesellschaftsgeschichte. | 2012 | ISBN 978-3-525-37025-4              | |
| 203  | Klaus Tenfelde                                         | Arbeiter, Bürger, Städte. Zur Sozialgeschichte des 19. und 20. Jahrhunderts. | 2012 | ISBN 978-3-525-37015-5              | |
| 204  | Benno Nietzel                                          | Handeln und Überleben. Jüdische Unternehmer aus Frankfurt am Main 1924–1964. | 2012 | ISBN 978-3-525-37024-7              | Dissertation. Universität Bochum 2010 (überarbeitet) |
| 205  | Rudolf Kučera                                          | Staat, Adel und Elitenwandel. Die Adelsverleihungen in Schlesien und Böhmen 1806–1871 im Vergleich. | 2012 | ISBN 978-3-525-37026-1              | Dissertation. Freie Universität Berlin 2008 und Karls-Universität Prag 2008 |
| 206  | Marcel vom Lehn                                        | Westdeutsche und italienische Historiker als Intellektuelle? Ihr Umgang mit Nationalsozialismus und Faschismus in den Massenmedien (1943/45–1960).                                                              | 2013 | ISBN 978-3-525-37022-3              | Dissertation. Freie Universität Berlin 2010 (leicht gekürzt) |
| 207  | Daniel Schönpflug                                      | Die Heiraten der Hohenzollern. Verwandtschaft, Politik und Ritual in Europa 1640–1918. | 2013 | ISBN 978-3-525-37030-8              | Habilitationsschrift. Freie Universität Berlin 2009 |
| 208  | Dagmar Hilpert                                         | Wohlfahrtsstaat der Mittelschichten? Sozialpolitik und gesellschaftlicher Wandel in der Bundesrepublik Deutschland (1949–1975).                                                                                 | 2012 | ISBN 978-3-525-37027-8              | Dissertation. Freie Universität Berlin 2010 (überarbeitet) |
| 209  | Agnes Arndt                                            | Rote Bürger. Eine Milieu- und Beziehungsgeschichte linker Dissidenz in Polen (1956–1976). | 2013 | ISBN 978-3-525-37032-2              | Dissertation. Freie Universität Berlin 2012 |
| 210  | Joachim C. Häberlen                                    | Vertrauen und Politik im Alltag. Die Arbeiterbewegung in Leipzig und Lyon im Moment der Krise 1929–1933/38. | 2013 | ISBN 978-3-525-37028-5              | Dissertation. Universität Chicago 2011 |
| 211  | Noyan Dinçkal                                          | Sportlandschaften. Sport, Raum und (Massen-)Kultur in Deutschland 1880–1930. | 2013 | ISBN 978-3-525-37029-2              | Habilitationsschrift. Universität Darmstadt 2011 |
| 212  | Daniel Speich Chassé                                   | Die Erfindung des Bruttosozialprodukts. Globale Ungleichheit in der Wissensgeschichte der Ökonomie. | 2013 | ISBN 978-3-525-37031-5              | Habilitationsschrift. Universität Zürich 2012 |
| 213  | Gisela Bock                                            | Geschlechtergeschichten der Neuzeit. Ideen, Politik, Praxis. | 2014 | ISBN 978-3-525-37033-9              | |
| 214  | Sandrine Kott                                          | Sozialstaat und Gesellschaft. Das deutsche Kaiserreich in Europa. | 2014 | ISBN 978-3-647-37034-7              | |
| 215  | Alexandra Ortmann                                      | Machtvolle Verhandlungen. Zur Kulturgeschichte der deutschen Strafjustiz 1879–1924. | 2014 | ISBN 978-3-525-37035-3              | Dissertation. Universität Göttingen 2011 |
| 216  | Hans-Jürgen Puhle                                      | Protest, Parteien, Interventionsstaat. Organisierte Politik und Demokratieprobleme im Wandel. | 2015 | ISBN 978-3-525-37040-7              | |
| 217  | David Blackbourn                                       | Landschaften der deutschen Geschichte. Aufsätze zum 19. und 20. Jahrhundert. | 2016 | ISBN 978-3-525-37043-8              | |
| 218  | Stefanie Coché                                         | Psychiatrie und Gesellschaft. Psychiatrische Einweisungspraxis im „Dritten Reich“, in der DDR und der Bundesrepublik 1941–1963.                                                                                 | 2017 | ISBN 978-3-525-35200-7              | Dissertation. Universität Köln 2014 |
| 219  | Christine G. Krüger                                    | Dienstethos, Abenteuerlust, Bürgerpflicht. Jugendfreiwilligendienste in Deutschland und Großbritannien im 20. Jahrhundert.                                                                                      | 2016 | ISBN 978-3-525-37046-9              | Habilitationsschrift. Universität Oldenburg 2015 |
| 220  | Phillip Wagner                                         | Stadtplanung für die Welt? Internationales Expertenwissen 1900–1960. | 2016 | ISBN 978-3-525-37044-5              | Dissertation. Humboldt-Universität Berlin 2014 |
| 221  | Marcel Streng                                          | Subsistenzpolitik im Übergang. Die kommunale Ordnung des Brot- und Fleischmarktes in Frankreich 1846–1914. | 2017 | ISBN 978-3-525-37045-2              | Dissertation. Universität Bielefeld 2014 |
| 223  | Michael Homberg                                        | Reporter-Streifzüge. Metropolitane Nachrichtenkultur und die Wahrnehmung der Welt 1870–1918. | 2017 | ISBN 978-3-525-35205-2              | Dissertation. Universität Köln 2015 |
| 224  | Robert Radu                                            | Auguren des Geldes. Eine Kulturgeschichte des Finanzjournalismus in Deutschland 1850–1914. | 2017 | ISBN 978-3-525-35206-9              | Dissertation. Universität Rostock 2015 |
| 225  | Malte Thießen                                          | Immunisierte Gesellschaft. Impfen in Deutschland im 19. und 20. Jahrhundert. | 2017 | ISBN 978-3-525-37053-7              | Habilitationsschrift. Universität Oldenburg 2015 (… Eine Sozial- und Kulturgeschichte des Impfens im 19. und 20. Jahrhundert.)                                                                             |
| 226  | Christian Johann                                       | Anreiz, Moral, Verdienst. Die Mittelklasse im Wohlfahrtsstaat der USA von Großer Depression bis 1972. | 2017 | ISBN 978-3-525-35207-6              | Dissertation, Freie Universität Berlin 2015 |
| 227  | Lutz Raphael                                           | Ordnungsmuster und Deutungskämpfe. Wissenspraktiken im Europa des 20. Jahrhunderts. | 2018 | ISBN 978-3-525-37064-3              | |
| 228  | Daniel Tödt                                            | Elitenbildung und Dekolonisierung. Die Évolués in Belgisch-Kongo 1944–1960. | 2018 | ISBN 978-3-525-37057-5              | Dissertation. Humboldt-Universität Berlin 2015 |
| 229  | Anne Kwaschik                                          | Der Griff nach dem Weltwissen. Zur Genealogie von Area Studies im 19. und 20. Jahrhundert. | 2018 | ISBN 978-3-525-35596-1              | Habilitationsschrift. Freie Universität Berlin 2016 |
| 230  | Heinz-Gerhard Haupt                                    | Klassen im sozialen Raum. Aufsätze zur europäischen Sozialgeschichte des 19. und 20. Jahrhunderts. | 2018 | ISBN 978-3-525-35590-9              | |
| 231  | Thomas Handschuhmacher                                 | „Was soll und kann der Staat noch leisten?“ Eine politische Geschichte der Privatisierung in der Bundesrepublik 1949–1989.                                                                                      | 2018 | ISBN 978-3-525-35593-0              | Dissertation. Universität Köln 2017 |
| 232  | Sarah Ehlers                                           | Europa und die Schlafkrankheit. Koloniale Seuchenbekämpfung, europäische Identitäten und moderne Medizin 1890–1950.                                                                                             | 2019 | ISBN 978-3-525-31068-7              | Dissertation. Humboldt-Universität Berlin 2016 |
| 233  | Volker Barth                                           | Wa(h)re Fakten. Wissensproduktionen globaler Nachrichtenagenturen 1835–1939. | 2020 | ISBN 978-3-525-37085-8              | Habilitationsschrift. Universität Köln 2017 |
| 234  | Christian Möller                                       | Umwelt und Herrschaft in der DDR. Politik, Protest und die Grenzen der Partizipation in der Diktatur. | 2020 | ISBN 978-3-525-31096-0              | Dissertation. Universität Bielefeld 2018 |
| 235  | Martin Rempe                                           | Kunst, Spiel, Arbeit. Musikerleben in Deutschland, 1850 bis 1960. | 2020 | ISBN 978-3-525-35250-2              | Habilitationsschrift. Universität Konstanz 2017 |
| 236  | Hartmut Kaelble                                        | Eine europäische Gesellschaft? Beiträge zur Sozialgeschichte Europas vom 19. bis ins 21. Jahrhundert. | 2020 | ISBN 978-3-525-31119-6              | |
| 237  | Vanessa Conze                                          | „Ich schwöre Treue … “. Der politische Eid in Deutschland zwischen Kaiserreich und Bundesrepublik. | 2020 | ISBN 978-3-525-31121-9              | Habilitationsschrift. Universität Gießen 2018 |
| 238  | Jakob Müller                                           | Die importierte Nation. Deutschland und die Entstehung des flämischen Nationalismus 1914 bis 1945. | 2020 | ISBN 978-3-525-31120-2              | Dissertation. Freie Universität Berlin 2018 |
| 239  | Veronika Settele                                       | Revolution im Stall. Landwirtschaftliche Tierhaltung in Deutschland 1945–1990. | 2020 | ISBN 978-3-525-31122-6              | Dissertation. Freie Universität Berlin 2019 |
| 240  | Felix Selgert                                          | Macht und Kontrolle im Unternehmen. Die politische Ökonomie des Aktionärsschutzes im Deutschen Reich, 1870–1945.                                                                                                | 2020 | ISBN 978-3-525-35216-8              | Habilitationsschrift. Universität Bonn 2019 |
| 241  | Alina Enzensberger                                     | Übergangsräume. Deutsche Lazarette im Ersten Weltkrieg. | 2020 | ISBN 978-3-525-37100-8              | Dissertation. Humboldt-Universität Berlin 2019 |
| 242  | Christiane Reinecke                                    | Die Ungleichheit der Städte. Urbane Problemzonen im postkolonialen Frankreich und der Bundesrepublik. | 2021 | ISBN 978-3-525-31730-3              | Habilitationsschrift. Universität Leipzig 2019 |